# Lycosa pulchella
Lycosa pulchella este o specie de păianjeni din genul Lycosa, familia Lycosidae. A fost descrisă pentru prima dată de Thorell, 1881. Conform Catalogue of Life specia Lycosa pulchella nu are subspecii cunoscute.